# Chuniapa
Chuniapa är en ort i Mexiko.   Den ligger i kommunen Mazatán och delstaten Chiapas, i den sydöstra delen av landet, 900 km sydost om huvudstaden Mexico City. Chuniapa ligger 21 meter över havet och antalet invånare är 337.
Terrängen runt Chuniapa är platt. Runt Chuniapa är det tätbefolkat, med 266 invånare per kvadratkilometer. Närmaste större samhälle är Mazatán, 1,2 km väster om Chuniapa. Omgivningarna runt Chuniapa är en mosaik av jordbruksmark och naturlig växtlighet.